# Итальянский союз христианских церквей адвентистов седьмого дня
Итальянский союз христианских церквей адвентистов седьмого дня (итал. Unione Italiana delle Chiese Cristiane Avventiste del Settimo Giorno, UICCA) — это подразделение всемирного сообщества Церкви адвентистов седьмого дня, протестантская конфессия в Италии

## История
Первым неофициальным адвентистским миссионером, прибывшим в Италию, был Майкл Белина Чеховский в 1864 году. Его работа в Торре Пелличе, в Вальденсских долинах, продолжалась чуть больше года. Переехав в Швейцарию, он оставил небольшую группу соблюдающих субботу.
Джон Эндрюс, первый официальный представитель адвентистов седьмого дня, посетил Италию в 1877 году и крестил горстку верующих. На протяжении десятилетий, несмотря на усилия первых адвентистских миссионеров, среди которых была Елена Уайт в 1885 году, членов было немного: в Ежегоднике адвентистов седьмого дня 1904 года сообщается о 37 членах, 1 церкви и 3 миссионерах в Итальянской миссии.
В 1920-е годы произошел некоторый рост численности. В 1925 году был куплен участок под застройку на улице Виа Триест, 23 во Флоренции, где в следующем году было построено новое здание, в котором разместились штаб-квартира Итальянской миссии и издательство. В 1928 году была сформирована Миссия Итальянского союза с тремя миссионерскими регионами: Северным, Центральным и Южным.

## Легализация
В 1986 году итальянские адвентисты седьмого дня впервые подписали соглашение с итальянским правительством в соответствии со статьей 8 Конституции Италии, которое регулирует отношения между Республикой и религиозными меньшинствами. Позже были подписаны три последовательных соглашения. Первое вступило в силу в 1988 году.  Последнее из этих соглашений было одобрено парламентом и стало законом в 2009 году.

## Статистика
Полноправными членами союза по состоянию на 30 июня 2020 года являются 9359 человек в 107 поместных церквях.

## Медиацентр
Через организацию Церковь адвентистов седьмого дня союз создал адвентистский медиацентр «Hope Media Italia» — радиостанцию RVS и телевизионную студию HCI.

## Внешние ссылки
- Официальный веб-сайт